# Moskawa
Moskawa (Maskawa) – rzeka, prawobrzeżny dopływ Warty o długości 54,98 km.
Przepływa przez całą długość powiatu średzkiego oraz znaczną część wrzesińskiego, biorąc swój początek niedaleko Nekli i uchodząc do Warty w pobliżu Józefowa. Główne dopływy to: Średzka Struga i Wielka. W roku 1972 na północnych krańcach Środy Wielkopolskiej utworzono na Moskawie sztuczny zbiornik retencyjny zwany Jeziorem Średzkim.
Do XIX wieku rzeka nosiła nazwę Żrenica.